# ひとりでも割50
ひとりでも割50（ひとりでもわり50）は、2007年8月22日に開始されたNTTドコモの月額基本料金割引サービスである。
法人向けの同様の割引サービスでオフィス割MAX50がある。

## サービス内容
この割引サービスは2年契約制であり、新料金プランのFOMAのみ加入可能である。movaからの新規申込み受付は、2010年3月31日に終了し、2010年4月1日以降は解約のみの受付となった。
2年契約をする代わりに、加入時から使用年数にかかわらず月額基本料金を50％割り引く。契約を解除しない限り、契約は自動更新される。
月途中での契約は翌月からとなる。すなわち、完全月が２４か月必要である。更新月の月末までに解除すれば解約料金がかからない。つまり、最低、２４か月＋１日分の基本料金およびユニバーサル料が必要である。（一番安いのは、３１日まである日が更新月で１日に解約する場合である）
2年契約となるので、ファミ割MAX50と同様に更新月以外に解約した場合は契約解除料が9,975円（税込）かかる。（いちねん割引の場合は契約解除料は3,150円（税込））ただし、movaの場合は契約期間に関わらず契約解除料はかからない。
更新月の時点でファミリー割引に入っていた場合は、ファミ割MAX50の契約となる。
また、ファミ割MAX50、いちねん割引、継続利用割引、ハーティ割引と同時契約出来ない。
法人契約の場合は「オフィス割MAX50」が1回線でも適用可能となっている。

### ひとりでも割
当初はひとりでも割として提供される予定であった。
従来は、家族でドコモの携帯を2台以上契約している場合はファミリー割引に加入することができたが、家族にドコモの携帯を契約している人がいない場合はファミリー割引に加入できなかったため、家族でドコモの携帯を契約している場合に比べて、割高であった。そこで、ファミリー割引に加入していない人でも、いちねん割引とファミリー割引の適用時（基本料金最大50%割引）と同等以上の割引が受けられるのがこのサービスであった。
発表後、auが割引率の高い誰でも割を発表したことを受けて、サービス名称および割引率などのサービス内容が変更されている。

## 問題点
新いちねん割引は11年目で25%割引に達し、ファミリー割引（25%割引）と合わせると11年目でようやく50%割引となる計算である。しかし「ひとりでも割引50」は契約直後の短期ユーザーでもいきなり50%割引であり、10年近く使用してきた長期ユーザーから見れば不公平なシステムである。
ひとりでも割50や、auの誰でも割などの割引プランについて、2年未満で解約したり、2年以上であっても更新月以外に解約したりした場合に高額な解約金を支払う必要が生じることについて、適格消費者団体・『京都消費者契約ネットワーク』が、NTTドコモとKDDIに対し、解約金を巡る全国初の消費者団体訴訟を、2010年6月に京都地裁に起こした。